# Leioheterodon
Leioheterodon – rodzaj węży z rodziny Pseudoxyrhophiidae.

## Zasięg występowania
Rodzaj obejmuje gatunki występujące endemicznie na Madagaskarze (włącznie z sąsiednią wyspą Nosy Be).  

## Systematyka

### Etymologia
- Leioheterodon (Lioheterodon): gr. λειος leios „gładki”[7]; ἑτερος heteros „inny”[8]; οδους odous, οδοντος odontos „ząb”[9].
- Anomalodon: gr. ανωμαλος anōmalos „nierówny, nieregularny”, od negatywnego przedrostka αν- an-; ομαλος omalos „równy”[10]; οδους odous, οδοντος odontos „ząb”[9]. Gatunek typowy: Heterodon madagascariensis A.M.C. Duméril, Bibron & A.H.A. Duméril, 1854.

### Podział systematyczny
Do rodzaju należą następujące gatunki:
- Leioheterodon geayi (Mocquard, 1905)
- Leioheterodon madagascariensis (A.M.C. Duméril, Bibron & A.H.A. Duméril, 1854)
- Leioheterodon modestus (Günther, 1863)